# Кименто (Козенца)
Кименто је насеље у Италији у округу Козенца, региону Калабрија.
Према процени из 2011. у насељу је живело 572 становника. Насеље се налази на надморској висини од 543 м.